# 光叶决明
光叶决明（学名：Senna septemtrionalis）为豆科决明属下的一个种。

## 扩展阅读
- 維基物種上的相關：光叶决明